# VM i badminton 1991
VM i badminton 1991 var det syvende VM i badminton afholdt af International Badminton Federation. Mesterskabet blev afviklet i Brøndby Hallen i Brøndbyvester ved København i perioden 2. - 8. maj 1991. Danmark var VM-værtsland for anden gang, og det var også anden gang, at Brøndby Hallen lagde gulv til VM-stævnet.

## Medaljevindere
| Række        | Guld                          | Sølv                                | Bronze                               | Bronze                         |
| ------------ | ----------------------------- | ----------------------------------- | ------------------------------------ | ------------------------------ |
| Herresingle  | Zhao Jianhua                  | Alan Budikusuma                     | Ardy Wiranata                        | Liu Jun                        |
| Damesingle   | Tang Jiuhong                  | Sarwendah Kusumawardhani            | Susi Susanti                         | Lee Heung-Soon                 |
| Herredouble  | Park Joo-Bong Kim Moon-Soo    | Jon Holst-Christensen Thomas Lund   | Li Yongbo Tian Bingyi                | Bagus Setiadi Imay Hendra      |
| Damedouble   | Guan Weizhen Nong Qunhua      | Christine Magnusson Maria Bengtsson | Shim Eun-Jung Gil Young-Ah           | Hwang Hye-Young Chung So-Young |
| Mixed double | Park Joo-Bong Chung Myung-Hee | Thomas Lund Pernille Dupont         | Jon Holst-Christensen Grete Mogensen | Kang Kyung-Jin Shim Eun-Jung   |

### Medaljetabel
| Land       | Guld | Sølv | Bronze | Total |
| ---------- | ---- | ---- | ------ | ----- |
| Kina       | 3    | -    | 2      | 5     |
| Sydkorea   | 2    | -    | 4      | 6     |
| Indonesien | -    | 2    | 3      | 5     |
| Danmark    | -    | 2    | 1      | 3     |
| Sverige    | -    | 1    | -      | 1     |